# Distrito de Sri Potti Sriramulu Nellore
Sri Potti Sriramulu Nellore (en telugú; శ్రీ అమరజీవి పొట్టి శ్రీరాములు నెల్లూరు జిల్లా) es un distrito de India en el estado de Andhra Pradesh. Código ISO: IN.AP.NE.
Comprende una superficie de 13 076 km².
El centro administrativo es la ciudad de Nellore.

## Demografía
Según censo 2011 contaba con una población total de 2 966 082 habitantes.